# Allroundtoernooi
Een allroundtoernooi is bij het langebaanschaatsen de benaming voor een competitie waarbij de deelnemers meerdere afstanden afleggen, in diverse disciplines (sprint, middellange afstand, lange afstand). 
Uit de tijden die per afstand worden gereden wordt een klassement opgemaakt. Degene die de lijst aanvoert nadat alle afstanden zijn verreden is de winnaar van het toernooi.
Tot en met de winter van 1986 gold de volgende uitzondering: wanneer iemand 3 van de 4 afstanden had gewonnen werd deze tot winnaar uitgeroepen, ongeacht zijn puntentotaal. Dit gebruik stamde uit de begintijd van het internationale schaatsen, toen men slechts wereldkampioen kon worden door 3 afstanden te winnen, ongeacht puntentotalen. De Noor Rolf Falk-Larssen werd  op deze wijze wereldkampioen in 1983. Mede vanwege dit toernooi, waarin Falk-Larssen de 10.000 meter min of meer op zijn gemak voltooide (met een 13e tijd), en zo een hoger puntentotaal behaalde dan de nummer 2, de Zweed Tomas Gustafson, besloot de ISU deze regel af te schaffen.
Tegenwoordig worden de belangrijkste allroundtoernooien nationale kampioenschappen mannen en vrouwen, Europese kampioenschappen, wereldkampioenschappen) altijd verreden volgens de grote vierkamp bij de mannen en de kleine vierkamp bij vrouwen.